# Mórahalom
Mórahalom – miasto w południowo-wschodnich Węgrzech. Znajduje się w komitacie Csongrád. W styczniu 2017 miejscowość zamieszkiwało 6100 osób.

## Miasta partnerskie
- Chamerau
- Pievepelago
- Parco del Frignano
- Sânmartin
- Temerin
- Uniejów